# Греган, Джордж
Джордж Мусарурва Греган (англ. George Musarurwa Gregan) — австралийский регбист, бывший капитан национальной сборной. Греган, являющийся членом (AM) Ордена Австралии, представлял страну в 139 матчах — этот показатель является рекордным не только для «Уоллабис», но и для всего мира в целом. Регбист выступал на позиции скрам-хава.
Греган родился в Лусаке (Замбия) в семье зимбабвийки и австралийца. Интересно, что будущий капитан сборной родился в той же больнице, что и Корне Криге, который впоследствии стал капитаном сборной ЮАР. В 1996—2007 годах Греган играл за австралийский региональный клуб «Брамбиз». Клуб становился чемпионом Супер Регби в 2001 и 2004 годах. Греган был в числе игроков, вошедших в первый состав команды, причём его карьера захватила как любительский, так и профессиональный период в истории развития регби. Будучи капитаном сборной, Греган выигрывал кубок Бледислоу в 2002 году и завоевал серебряные медали чемпионата мира 2003 года: в финале австралийцы проиграли сборной Англии. С другой стороны, не являясь лидером команды, но играя за неё в роли рядового регбиста, Греган стал чемпионом мира в 1999 году. Игрок и его коллега по сборной флай-хав Стивен Ларкем удерживают рекорд всех времён по числу совместных появлений в связке полузащитников. Греган и Ларкем сыграли вместе в 79 тестовых матчах. Греган также удерживает рекорд по числу матчей в Кубке трёх наций и Чемпионате регби: спортсмен провёл 48 игр во всех розыгрышах.
19 июня 2008 года было объявлено, что игрок продолжит карьеру в японском клубе «Сантори Санголиат». До этого спортсмен провёл сезон в чемпионате Топ 14, выступая за команду «Тулон». Сейчас Греган занимается бизнесом и владеет кофейной компанией George Gregan Espresso. В 2012 году бывший игрок стал ассистентом тренера в «Брамбиз».
Джордж Греган — лицо обложки компьютерной игры Rugby 2004 производства EA Sports.

## Достижения
- «Брамбиз»
  - Чемпион Супер Регби: 2001, 2004
- «Тулон»
  - Победитель Второго дивизиона чемпионата Франции: 2007/08
- «Сантори Санголиат»
  - Всеяпонский регбийный чемпионат: 2010/11
- Австралия
  - Чемпион мира: 1999
  - Обладатель Кубка трёх наций: 2000, 2001
  - Обладатель кубка Бледислоу: 1994, 1998, 1999, 2000, 2001, 2002